# Prionomolgus
Prionomolgus is een geslacht van eenoogkreeftjes uit de familie van de Anchimolgidae. De wetenschappelijke naam van het geslacht is voor het eerst geldig gepubliceerd in 1968 door Humes & Ho.

## Soorten
- Prionomolgus lanceolatus Humes & Ho, 1968